# Куће и привредне зграде: Сергеја Пауновића, Милорада Павловића и Стамена Нешића
Куће и привредне зграде: Сергеја Пауновића, Милорада Павловића и Стамена Нешића представљају просторно културно-историјску целину, а налазе се на крају цела Ласово у махали Маринковци.
Надлежни завод за ову заштићену целину је Завод за заштиту споменика културе Ниш.

## Опште информације
Кућа Сергеја Пауновића којој припада зграда амбара и коша, кућа Милорада Павловића звана „Видоја Кућа” и кућа Стаменка Нешића са мањом зградом, амбаром и кошем грађене су крајем 19. и почетком 20. века. Кућа Сергеја Пауновића је најстарија, приземна и дводелна са угаоним тремом, изграђена у моравском стилу.
Куће Милорада Павловића и Стаменка Нешића су сличне по материјалу, изгледу и распореду просторија. Трем или ајат код куће Сергеја Пауловића украшен је аркадама са четири дрвена стуба. Остале две куће имају основу скоро квадратног облика. Куће имају подруме који се налазе на јужној страни испод двеју соба. Кровови кућа и превредних зграда су четворосливни.